# Croft (Leicestershire)
Croft – wieś w Anglii, w hrabstwie Leicestershire, w dystrykcie Blaby. Leży 12 km na południowy zachód od miasta Leicester i 140 km na północny zachód od Londynu.